# Плакия
Плакия — болгарское блюдо из запечённых овощей и других ингредиентов: мяса, рыбы. При приготовлении плакии для сочности обычно используется много лука. Название происходит от традиционной посуды, в которой в Болгарии готовили плакию — небольшой медной кастрюли без крышки, напоминающей сотейник.

## Приготовление
Набор овощей может быть разным, это кабачки, фасоль, стручковая фасоль, картофель, томаты, баклажаны, морковь, лук, сельдерей, чеснок, лимон, а также зелень и специи. Нередко также используют и грибы. Овощи сначала варят до размягчения, затем запекают в духовке с мясом или рыбой при невысокой температуре до тех пор, пока блюдо не станет более густым, почти без соуса.
Также можно сначала потушить овощи с водой и маслом.
В некоторых рецептах лук, чеснок, другие овощи предварительно пассеруются.
Плакия подаётся как горячей, так и охлаждённой.